# Drażliwe tematy
Drażliwe tematy. Krótkie formy i punkty zapalne (ang. Trigger Warning: Short Fictions and Disturbances) – zbiór opowiadań autorstwa Neila Gaimana, wydany po raz pierwszy w 2015 r. Pierwsze polskie wydanie (w tłumaczeniu Pauliny Braiter) pochodzi z 2015 r.

## Tytuł
Tytuł książki nawiązuje do pojęcia drażliwych tematów (ang. trigger warnings), tj. umieszczanych przy tekstach kultury ostrzeżeń, że ich treść może być źródłem dyskomfortu dla odbiorców (np. ze względu na poruszanie tematu zaburzeń odżywiania lub samobójstwa).

## Spis opowiadań
| Tytuł polski                                | Tytuł oryginalny                           | Uwagi |
| ------------------------------------------- | ------------------------------------------ | --- |
| Robienie krzesła                            | Making a Chair                             | |
| Księżycowy labirynt                         | The Lunar Labyrinth                        | Historia zainspirowana twórczością Gene Wolfe'a, w szczególności opowiadaniem Słoneczny labirynt.                                                          |
| Problem z Cassandrą                         | The Thing About Cassandra                  | Tekst opublikowany w antologii G. Dozois i George'a R.R. Martina Songs of Love and Death.                                                                  |
| W bezsłoneczną morską toń                   | Down to a Sunless Sea                      | Tekst napisany dla Guardiana na potrzeby tygodnia opowiadań o wodzie                                                                                       |
| "Prawda to jaskinia w czarnych górach..."   | The Truth Is a Cave in the Black Mountains | Opowiadanie zainspirowane pobytem Gaimana w jaskini Black Cuillins na wyspie Skye.                                                                         |
| Moja ostatnia gospodyni                     | My Last Landlady                           | Tekst, który miał się ukazać w Informatorze Światowego Konwentu Horroru, organizowanego w Brighton.                                                        |
| Przygoda                                    | Adventure Story                            | Opowiadanie, opisane przez Gaimana jako towarzyszące Oceanowi na końcu drogi.                                                                              |
| Pomarańcz                                   | Orange                                     | |
| Kalendarz opowieści                         | A Calendar of Tales                        | Dwanaście historii, napisanych na podstawie projektu organizowanego w mediach społecznościowych Blackberry i zainspirowanych twórczością Harlana Ellisona. |
| Śmierć i miód                               | The Case of Death and Honey                | Opowiadanie napisane jako ostatnia opowieść o Sherlocku Holmesie.                                                                                          |
| Człowiek, który zapomniał Raya Bradbury’ego | The Man Who Forgot Ray Bradbury            | Tekst stworzony z okazji 90. urodzin Raya Bradbury'ego. |
| Jerozolima                                  | Jerusalem                                  | Opowiadanie napisane na zamówienie BBC z okazji tygodnia Williama Blake'a.                                                                                 |
| Klik-Klak Grzechotka                        | Click-clack the Rattlebag                  | |
| Inwokacja indyferencji                      | An Invocation of Curiosity                 | Opowiadanie dedykowane Jackowi Vance'owi i należące do cyklu Umierająca Ziemia. Zdobyło nagrodę Locusa dla krótkiej formy w 2010 r.                        |
| "I zapłaczę jak Aleksander"                 | And Weep, Like Alexander                   | |
| Godzina Nic                                 | Nothing O’Clock                            | Opowiadanie napisane na potrzeby antologii o Doktorze Who. Występuje w nim Jedenasty Doktor i Amy Pond.                                                    |
| Brylanty i perły: baśń                      | Diamonds and Pearls: A Fairy Tale          | |
| Powrót Chudego Białego Księcia              | The Return of the Thin White Duke          | |
| Żeńskie końcówki                            | Feminine Endings                           | |
| Przestrzegać formalności                    | Observing the Formalities                  | |
| Śpiąca i wrzeciono                          | The Sleeper and the Spindle                | Opowiadanie łączące wątki z opowieści o królewnie Śnieżce oraz śpiącej królewnie.                                                                          |
| Czarownica                                  | Witch Work                                 | |
| W Relig Odhráin                             | In Relig Odhráin                           | |
| Czarny pies                                 | Black Dog                                  | Opowiadanie, poświęcone pobytowi Cienia (bohatera Amerykańskich bogów) w hrabstwie Derby. Jego akcja dzieje się po wydarzeniach Władcy górskiej doliny.    |